# 极品飞车：地下狂飙
《极品飞车：地下车会》是一款由EA Black Box制作、艺电发行的竞速类游戏。游戏于2003年在Windows发行，游戏后移植至PlayStation 2、Xbox、GameCube和Game Boy Advance。
本作重启了特许经营权，并忽视了前几作对于跑车和进口车辆的描写。本作是系列中第一个引入职业生涯模式，另外有着车库模式，允许玩家定制自己的车辆。
《极品飞车：地下车会》收到正面的评价。

## 註解
1. ↑  While a number of Xbox games are compatible with Xbox 360, Need for Speed: Underground is an exception.